# Río Poqueira
El río Poqueira es un corto río de montaña de la provincia de Granada, comunidad autónoma de Andalucía, España, que transcurre por la comarca de la Alpujarra Granadina. Nace en la zona central de Sierra Nevada, atravesando el barranco con el mismo nombre (Barranco del Poqueira), y desemboca en el río Trevélez, poco antes de que este desagüe a su vez en el río Guadalfeo.

## Toponimia
El río se escribía anteriormente en español con la grafía Poqueyra, actualmente en desuso y desaconsejada por la RAE por su carácter arcaizante.

## Descripción
Se forma en la zona de las Cebadillas con la confluencia de los ríos Toril y Naute, que a su vez se han originado por la confluencia de múltiples arroyos procedentes del Mulhacén y Veleta. Después sigue dirección sur para encontrarse con el río Trevélez antes de desaguar en el Guadalfeo cerca de Órgiva. 
El río Poqueira forma un impresionante barranco surcado por diversas acequias de origen árabe que permitían un aprovechamiento muy eficaz del agua para el regadío. En la actualidad, la agricultura ha desaparecido prácticamente dando paso al turismo. La fuerte orografía que ha de sortear el río ha permitido el establecimiento de las centrales hidroeléctricas de Poqueira, Pampaneira y Duque.
En la margen izquierda del río se asientan las localidades de Capileira, Bubión y Pampaneira. El barranco del Poqueira está parcialmente dentro del parque natural y su parte más alta dentro del parque nacional de Sierra Nevada. 

## Barranquismo
Su zona más encañonada, aguas abajo de Pampaneira, se utiliza para la práctica deportiva del barranquismo, suponiendo uno de los barrancos más largos y técnicos de Andalucía que suele realizarse al final del deshielo y en verano debido a que su gran cuenca de recepción produce caudales muy altos cuando se producen lluvias, y por tanto es muy sensible a las tormentas de verano en Sierra Nevada, que unido a la estrechez de sus paredes pueden hacerlo muy peligroso.